# Andrzej Jakubecki
Andrzej Stanisław Jakubecki (ur. 22 lutego 1958 w Przemyślu) – polski prawnik, profesor nauk prawnych, specjalista w zakresie postępowania cywilnego oraz prawa upadłościowego i układowego.

## Życiorys
W 1980 ukończył studia prawnicze na Wydziale Prawa i Administracji Uniwersytetu Marii Curie-Skłodowskiej w Lublinie. W 1989 na tej samej uczelni uzyskał stopień doktora na podstawie napisanej pod kierunkiem Mieczysława Sawczuka pracy zatytułowanej Restituto in integrum w sądowym postępowaniu cywilnym. Habilitował się również na UMCS w 2001 w oparciu o rozprawę pt. Postępowanie zabezpieczające w sprawach z zakresu prawa własności intelektualnej. 25 czerwca 2013 otrzymał tytuł profesora nauk prawnych.
Odbył aplikację sądową zakończoną w 1982 egzaminem sędziowskim. Przebywał na stażach naukowych na Uniwersytecie Warszawskim i Uniwersytecie Mediolańskim. Od 1980 zawodowo związany z Uniwersytetem Marii Curie-Skłodowskiej w Lublinie, od 2003 na stanowiskach profesorskich. W 2002 został kierownikiem Katedry Postępowania Cywilnego i Międzynarodowego Prawa Handlowego. W latach 2005–2012 przez dwie kadencje pełnił funkcję prodziekana WPiA UMCS ds. współpracy z zagranicą. Był zastępcą dyrektora Instytutu Nauk Prawnych WPiA UMCS w latach 2019–2024.
Pracował także w Banku Depozytowo-Kredytowym w Lublinie, Banku Pekao, Lubelskie Zakłady Energetyczne LUBZEL jako doradca zarządu, Wyższej Szkole Humanistyczno-Ekonomicznej im Jana Zamoyskiego w Zamościu. Został również wykładowcą w Krajowej Szkole Sądownictwa i Prokuratury oraz prezesem zarządu Towarzystwa Naukowego Procesualistów Cywilnych. Od 2002 powoływany w skład Komisji Kodyfikacyjnej Prawa Cywilnego. Jest autorem i współautorem publikacji naukowych z zakresu postępowania cywilnego oraz prawa upadłościowego, m.in. wielokrotnie wznawianego komentarza do kodeksu postępowania cywilnego.
8 października 2015 został wybrany przez Sejm RP VII kadencji na sędziego Trybunału Konstytucyjnego. Jego kadencja jako sędziego zgodnie z uchwałą Sejmu rozpoczęła się 7 listopada 2015. Nie złożył ślubowania wobec prezydenta RP (z uwagi na brak inicjatywy ze strony prezydenta Andrzeja Dudy). 25 listopada 2015 Sejm głosami posłów PiS i Kukiz’15 podjął uchwałę „w sprawie stwierdzenia braku mocy prawnej” uchwały o wyborze Andrzeja Jakubeckiego na sędziego TK. 3 grudnia 2015 Trybunał Konstytucyjny orzekł, że przepisy ustawy o TK, na mocy których nastąpił wybór na sędziego TK m.in. Andrzeja Jakubeckiego, są zgodne z odpowiednimi przepisami Konstytucji RP, a prezydent jest obowiązany do niezwłocznego przyjęcia ślubowania. Do końca dziewięcioletniej kadencji w 2024 prezydenta Andrzej Duda nie odebrał od niego ślubowania. Andrzej Jakubecki i Krzysztof Ślebzak złożyli skargę przeciwko Polsce do Europejskiego Trybunału Praw Człowieka w Strasburgu w „związku z niemożnością objęcia swych urzędów”.
W 2017 został zastępcą przewodniczącego Społecznej Komisji Kodyfikacyjnej.

## Życie prywatne
Jest żonaty. Kolekcjonuje przedmioty związane z zespołem The Beatles.

## Odznaczenia i wyróżnienia
- 1991 – wyróżnienie w konkursie „Państwa i Prawa” za pracę doktorską[2]
- 1994 – nagroda indywidualna przyznana przez ministra edukacji narodowej za monografię Restitutio in integrum w sądowym postępowaniu cywilnym[2]
- 2002 – II nagroda w konkursie „Państwa i Prawa” za pracę habilitacyjną[2]
- 2003 – nagroda Bona Lex „Gazety Prawnej” za udział w opracowaniu prawa upadłościowego i naprawczego[2]
- 2011 – Złoty Medal za Długoletnią Służbę[2]
- 2011 – Medal Komisji Edukacji Narodowej[2]